# Confederate States Navy

Insigne de la CSN 1863-1865

La Confederate States Navy (CSN) était la branche navale des forces armées des États confédérés d'Amérique, créée par une loi du Congrès des États confédérés le 21 février 1861.

## Missions
Elle était chargée des opérations navales confédérées pendant la guerre de Sécession. ses deux principales tâches pendant cette guerre furent d'assurer la protection des ports et des côtes sudistes d'une invasion nordiste et rendre le coût de la guerre le plus élevé possible pour le Nord en attaquant ses navires marchands et en brisant le blocus de l’Union Navy.

## Historique
Au début de la guerre, les États du Sud peuvent compter sur un tiers des officiers américains, qui quittent l’US Navy pour rejoindre celle des États du Sud mais seulement 4 % du tonnage de la flotte militaire et 10 % de celle de la marine marchande passe sous le pavillon des États confédérés d'Amérique.
La marine confédérée ne put jamais atteindre la puissance de la marine de l'Union mais utilisa des innovations technologiques tels que les cuirassés à coque en fer dont le CSS Virginia, les sous-marins (dont le CSS H. L. Hunley) , les bateaux torpilles ou les mines marines (48 navires de l'Union gravement endommagés ou coulés par des mines confédérées qui coulent également 11 navires confédérés) pour obtenir un avantage sur l’Union Navy. En février 1861, la marine confédérée totalisait une trentaine de navires, contre quatre-vingt-dix pour l’Union Navy, mais seulement quatorze étaient en état de combattre à la mer. À mesure que la guerre progressait, la marine confédérée grossit, avec une augmentation du nombre de batailles navales et de la menace maritime du Nord. La flotte confédérée compta ainsi jusqu'à 101 navires de guerre.
À partir de 1861, le président de la Confédération, Jefferson Davis  accorda des lettres de marque à des corsaires pour attaquer des bateaux de l'Union et de leurs citoyens.

## Navires célèbres
- CSS Alabama
- CSS H. L. Hunley
- CSS Shenandoah
- CSS Stonewall
- CSS Sumter
- CSS Texas
- CSS Virginia